# Alfred H. Littlefield
Alfred H. Littlefield, född 12 april 1829, död 21 december 1893, var en amerikansk politiker och guvernör i Rhode Island.

## Barndom och uppväxt
Littlefield föddes i Scituate, Providence County, Rhode Island, den 12 april 1829. Han blev senare en framgångsrik affärsman.

## Politisk karriär
Littlefield var ledamot av Rhode Islands representanthus 1876 och 1877. Han tjänstgjorde också i delstatens senat 1878 och 1879. Han var guvernör från den 25 maj 1880 till den 29 maj 1883. Han var republikan och efterträdde sin partikamrat Charles C. Van Zandt, som inte kandiderade för omval 1880. Littlefield slog den demokratiske kandidaten Horace A. Kimball med 10 224 röster mot 7 440, medan 5 047 röster gick till Prohibitionkandidaten Albert C. Howard. Republikanen Henry H. Fay blev viceguvernör.
Under Littlefields tid som guvernör lades gränsen mellan Rhode Island och Massachusetts fast. Han efterträddes den 29 maj 1883 av republikanen Augustus O. Bourn.
Han avled den 21 december 1893. Han begravdes på Swan Point Cemetery, Providence, Rhode Island.